# Corbulo College
Het Corbulo College is een vmbo-school voor techniek, technologie en design in de Nederlandse plaats Voorburg. De school heeft ca. 300 leerlingen en is een onderdeel van Lucas Voortgezet Onderwijs Den Haag.

## Geschiedenis
De naam Corbulo verwijst naar een Romeins veldheer en is eind jaren negentig bedacht door een voormalig metaaldocent van de school, de heer Van der Meijden. De naam wordt gevoerd sinds 2001.
Het Corbulo College bestaat sinds 1954, destijds Technische School Voorburg, en kwam voort uit de in 1949 opgerichte Stichting Technische School Voorburg en omstreken.
Vanaf 2016 is de van oorsprong op 'oude' ambachten gerichte school zich meer gaan profileren op techniek, technologie en design op de niveaus VMBO basis, kader en gemengde leerweg.

## Huidige situatie
Het huidige gebouw van het Corbulo College is veel kleiner dan het oude gebouw. Het oude gebouw heeft in zijn hoogtijdagen ruim 1.500 leerlingen gehuisvest, terwijl het huidige gebouw ingesteld is op maximaal 350 leerlingen.
De technische opleidingen op het Corbulo College duren alle vier jaar, waarvan de eerste twee jaar de basisvorming. De basisvorming geeft extra aandacht aan techniek. In leerjaar 2 oriënteren de leerlingen zich op de mogelijke richtingen.
Er zijn drie richtingen in de bovenbouw:
- Bouw, wonen en interieur
- Produceren, Installeren en Energie
- Mobiliteit en transport

De school is van oudsher een techniekschool maar biedt sinds 2016 een breder programma aan met design.
In het derde en vierde jaar volgen de leerlingen veelal de praktijklessen in de praktijklokalen van het schoolgebouw.

## Incident
In 2014 kwam de school in het nieuws vanwege een incident tussen twee leerlingen.